# Tai-Völker
Zur Gruppe der Tai-Völker werden Ethnien in Südostasien und in Süd-China zusammengefasst, die Sprachen aus dem Tai-Zweig der Tai-Kadai-Sprachfamilie sprechen (von denen angenommen wird, dass sie von einer gemeinsamen Proto-Tai-Sprache abstammen) und zum Teil ähnliche Traditionen und Gebräuche befolgen.
Tai-Völker bilden die Mehrheitsbevölkerung in Thailand und Laos, wo die jeweils namensgebenden Völker der Thai bzw. der Lao dominieren. Bedeutende Minderheiten von Tai-Völkern leben in Südchina, Myanmar, Vietnam und Nordostindien. Die größten Bevölkerungen haben dabei die Zhuang (v. a. im Autonomen Gebiet Guangxi), Bouyei (Provinz Guizhou) und Dai (Provinz Yunnan) in China, die Shan im nach ihnen benannten Shan-Staat von Myanmar, die Tay und Thái im Norden Vietnams und die Ahom im indischen Bundesstaat Assam. Insgesamt wird geschätzt, dass die Tai-Völker etwa 100 Millionen Menschen zählen. Im Laufe der Zeit wurden die einzelnen Völker durch ihre Nachbarn teils erheblich beeinflusst oder gar assimiliert, so wurden die Zhuang in China zum Teil sinisiert.
Tai oder Thai ist die Selbstbezeichnung vieler Tai-Völker, vor allem der zentralen und südwestlichen Gruppe. Das Etymon *dajA bedeutete ursprünglich nur „Bevölkerung“ oder „Menschen“. Die Bedeutung „Freie“, die es heute in einigen Tai-Sprachen (z. B. Thailändisch) hat, bekam es erst später, im Zusammenhang mit der Herausbildung feudaler Strukturen bei bestimmten Tai-Völkern.

## Herkunft der Tai

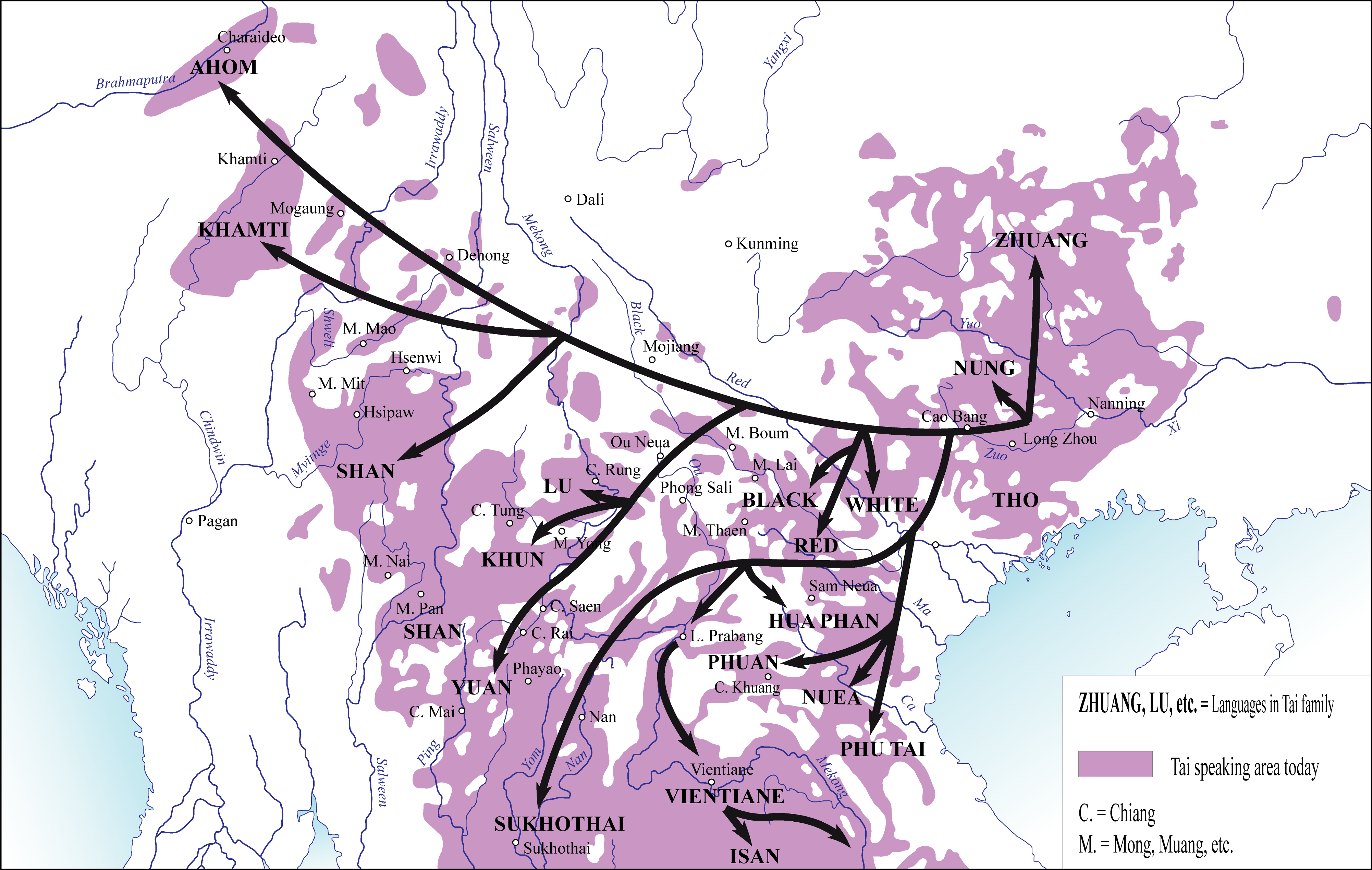
Verbreitung der Tai-Sprachen in Südostasien und mutmaßliche Migrationswege der Tai-Völker

Die Urheimat der Tai-Sprachen wird aufgrund von Forschungen der Vergleichenden Linguistik auf dem Gebiet der heutigen chinesischen Provinz Guizhou vermutet. Manche Forscher vertreten, dass noch frühere Vorfahren der Tai austronesischer Herkunft waren, es wird eine Verbindung mit den Formosa-Sprachen auf Taiwan zur Diskussion gestellt oder gar eine Re-Migration von den nördlichen Philippinen via Hainan auf das chinesische Festland. Diese Thesen werden jedoch selbst von ihren Vertretern als spekulativ bezeichnet, da archäologische Belege dafür dürftig sind. Die weitere Ausbreitung der Tai-Kadai-Sprecher erfolgte möglicherweise ab ca. 1500 v. Chr., mutmaßlich auf der Suche nach besseren Bedingungen für die Landwirtschaft. Ob sie damals schon hauptsächlich von Reis oder eher von Knollengemüse wie Taro gelebt haben, ist umstritten.
Die weitere Expansion der Tai nach Südostasien fand wahrscheinlich erst Ende des 1. und Anfang des 2. Jahrtausends n. Chr. statt, wofür die sehr enge Verwandtschaft der geographisch weit ausgedehnten südwestlichen Taisprachen spricht, während es in China (Guangxi, Guizhou und Hainan) sowie Nordvietnam auf engerem Raum eine viel größere Diversität unter den Tai-Kadai-Sprachen gibt.

## Geographische Verbreitung

Verbreitung von Tai-Kadai-Sprachen in Südostasien. Tai-Sprachen in rot, gelb und orange.

Die Tai-Völker lebten niemals in einem einheitlichen Nationalstaat. In mehreren voneinander unabhängigen Staaten identifizierte sich die Bevölkerung selbst als „Tai“, so z. B. in Siam.
Die Tai-Völker siedelten seit ihrer frühen Wanderungsbewegung historisch in China, Indien und dem kontinentalen Teil Südostasiens. Ihre hauptsächliche geographische Verteilung kann man sich in Form eines Bogens vorstellen, der vom nordöstlichen Indien durch das südliche China bis hinunter nach Südostasien reicht. Neuere Wanderungen brachten eine größere Zahl der Tai nach Ceylon, Japan, Taiwan, Australien, Neuseeland, Europa, die Vereinigten Arabischen Emirate, Argentinien und Nordamerika. Die größte ethnische Vielfalt unter den Tai-Völkern herrscht in China, das als prähistorisches Heimatland der Tai angesehen wird.
Der thailändische Ministerpräsident und Feldmarschall Plaek Phibunsongkhram strebte während seiner Regierungszeit in den 1930er- und 40er-Jahren die Schaffung eines Staates an, der alle von Tai-Völkern bewohnten Gebiete vereinen sollte. Dem trägt die Umbenennung Siams in Thailand 1939 Rechnung.

### Siedlungsgebiete in Ost- und Südostasien

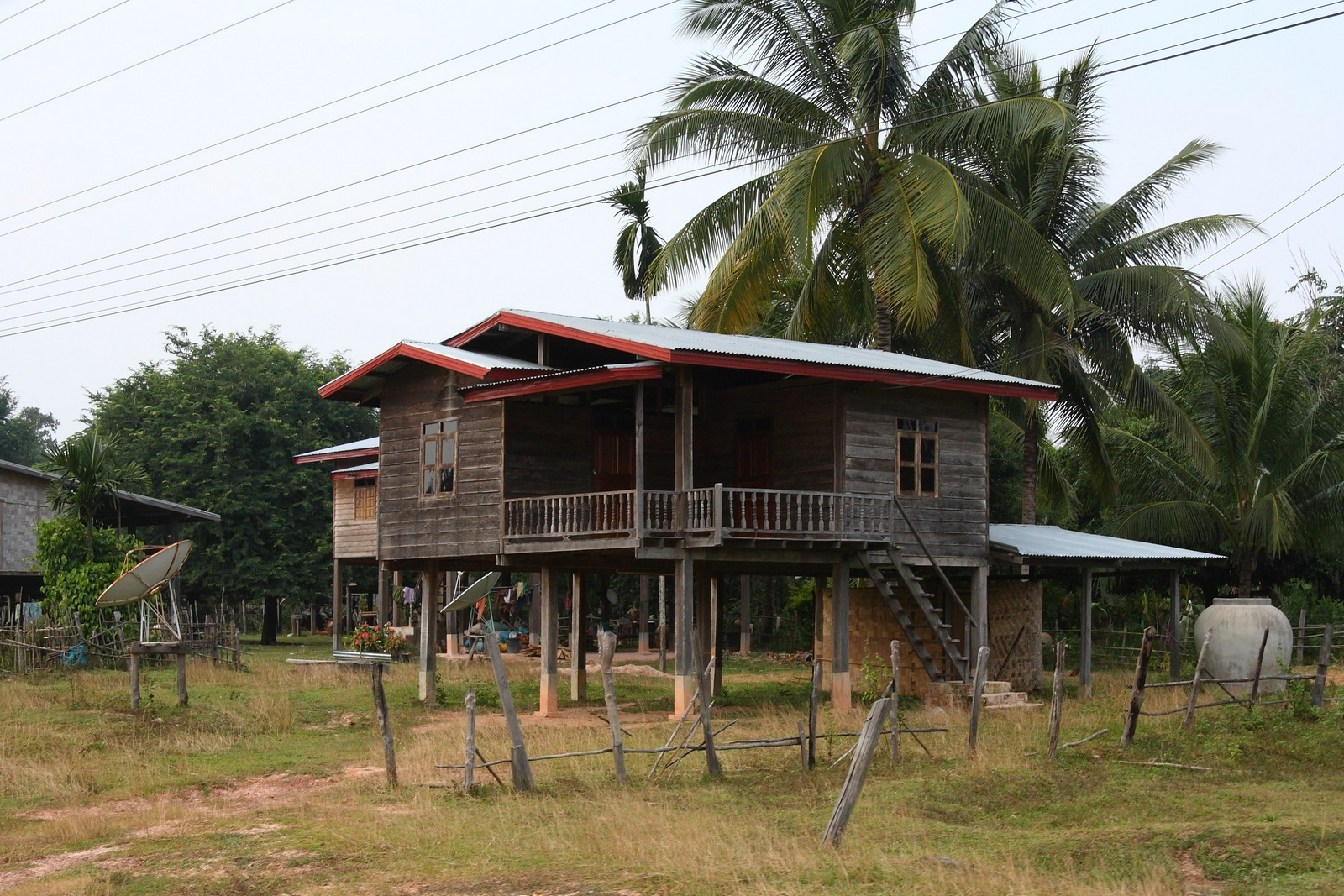
Viele Tai-Völker leben traditionell in Häusern auf Pfählen (hier in Süd-Laos)

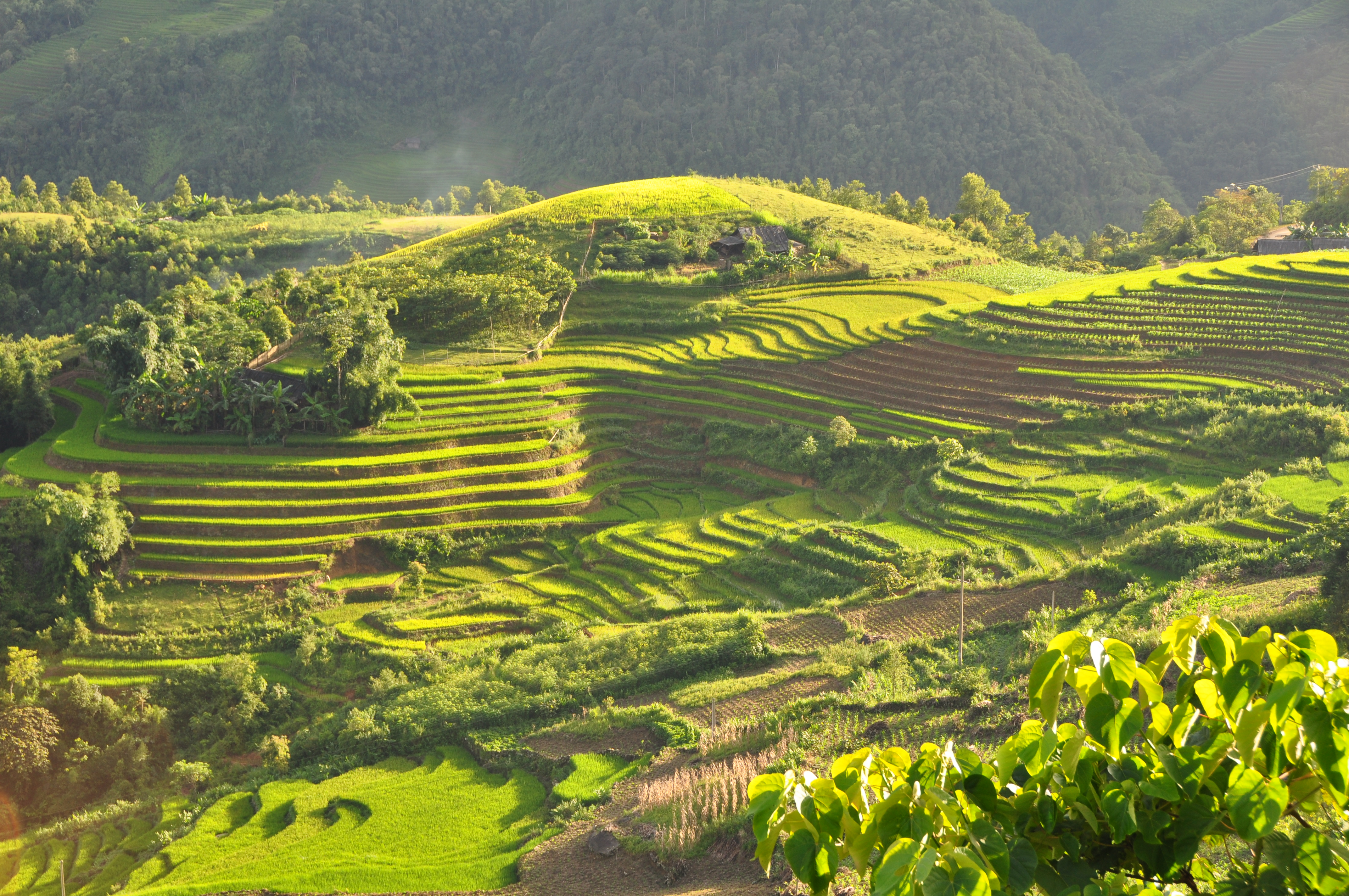
Traditionelle Lebensgrundlage der meisten Tai-Völker ist Nassreis-Feldbau. Hier Terrassenfeld in Sa Pa, Nordwest-Vietnam

Es herrscht eine große ethnische Vielfalt unter den Tai-Völkern in China, Indien und auch in Südostasien. Sie besiedeln die größten Teile von Thailand (über 60 Millionen) und Laos (3 Millionen), den Osten von Myanmar (4 Millionen Shan, vorwiegend im gleichnamigen Shan-Staat), den Norden und Nordwesten Vietnams (3 Millionen Tay und Thái), den Norden und Westen Kambodschas (etwa 100.000 Thai und Lao) und die nördlichsten Sultanate Malaysias (mehrere zehntausend Thai). Im südlichen China leben etwa 25 bis 30 Millionen Angehörige von Tai-Völkern: Die bedeutendsten darunter sind die Zhuang (in erster Linie im Autonomen Gebiet Guangxi), Bouyei (in der Provinz Guizhou) und Dai (in der Provinz Yunnan). Die etwa 2 Millionen Ahom im indischen Bundesstaat Assam haben ihre ursprüngliche Sprache im Laufe des 19. Jahrhunderts aufgegeben und sprechen inzwischen Assamesisch, das eine indogermanische Sprache ist, sodass die Zuordnung dieser Ethnie zu den Tai-Völkern nicht eindeutig ist. Daneben gibt es aber auch in Assam noch einige tausend Angehöriger kleinerer Tai-Völker, die nach wie vor ihre ursprünglichen Sprachen sprechen.

### Tai-Völker in der Diaspora
Asien
Jeweils mehr als 10.000 Thailänder leben in Südkorea, Taiwan, Japan, Malaysia, Singapur, Israel und in den Vereinigten Arabischen Emiraten.
Europa
Die größten Gruppen der Tai (meist Thailänder und Laoten) siedeln in Großbritannien, Frankreich, Schweden, Deutschland, den Niederlanden und der Schweiz.
Nordamerika
In den USA leben rund 320.000 Thai-Amerikaner und 265.000 Lao-Amerikaner. Hinzu kommen Gruppen von Tai Kao, Isan, Phu Thai, Tai Dam, Tay und Shan. In Kanada leben rund 25.000 Menschen mit laotischen und 19.000 Menschen mit thailändischen Wurzeln.
Ozeanien
In Australien sind eine größere Zahl von Thailändern, während in Neuseeland überwiegend Angehörige von Ethnien des Isan wohnen.
Laoten in Argentinien
Nach dem Laotischen Bürgerkrieg übersiedelten mehr als 250 laotische Familien nach Argentinien.

## Kultur

### Sprache
Die von den Tai-Völkern gesprochenen Sprachen werden als Tai-Sprachen bezeichnet. Die am weitesten verbreiteten darunter sind Thai, der Amtssprache von Thailand, Lao, der Amtssprache von Laos, der Sprache Shan in Myanmar und Zhuang, einer Sprachengruppe im südlichen China. Alle diese Sprachen sind Tonsprachen, ein veränderter Ton kann die Bedeutung einer Silbe (eines Wortes) verändern.

### Religion
Die traditionelle Glaube der Tai-Völker kann als animistisch bezeichnet werden. Eine wichtige Rolle spielen Geister (in mehreren Tai-Sprachen, u. a. Thai und Lao, phi genannt), die einerseits persönliche Verkörperungen von Naturerscheinungen oder Orten, aber auch ruhelose Seelen von Verstorbenen darstellen können. Diese Geister werden wie Personen behandelt, um deren Gunst man werben bzw. deren Ungnade man z. B. mit Opfergaben besänftigen oder abwenden muss. Auch Ahnenkult ist weit verbreitet. Die ethnische Religion der Zhuang heißt Mo(ismus), die der Tày heißt Then.
Ein Großteil der Tai-Völker, vor allem des südlichen Zweiges, hat um das 13. Jahrhundert mehrheitlich den Buddhismus (in der Regel der Theravada-Richtung) angenommen, namentlich so die Thai, Lao, Shan und Dai. Die Traditionen des animistischen Phi-Kults werden aber nicht durch den Buddhismus ausgeschlossen oder verdrängt, sie bestehen vielmehr neben buddhistischen Glaubenspraktiken fort bzw. werden in die buddhistische Weltsicht integriert. Etwa 1,5 Millionen Thai in Südthailand sind Muslime.

### Feste

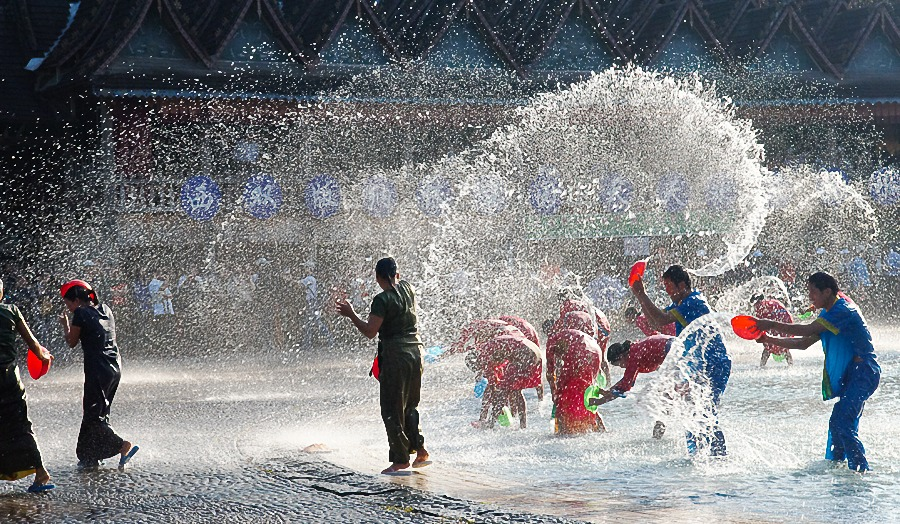
Songkran in Jinghong, Yunnan, VR China

Bestimmte Feste werden von mehreren Tai-Völkern begangen, das bekannteste unter ihnen ist Songkran, das Neujahrsfest der Dai, Lao, Shan und Thai, das ursprünglich den Frühlingspunkt ankündigte, heutzutage aber zwischen dem 13. und 15. April gefeiert wird.

### Immaterielles Kulturerbe der Menschheit
Verschiedene kulturelle Ausdrucksformen der Tai wurden auf Anträge Vietnams und Thailands in die UNESCO-Liste des immateriellen Kulturerbes der Menschheit aufgenommen. Dies sind die Then-Riten (2019), der Xòe-Tanz (2021), und Songkran (2023).